# Водоворот (фильм, 2012)
«Водоворо́т» (серб. Вир) — сербский художественный фильм режиссёра Бояна Вука Косовчевича, вышедший на экраны в 2012 году, о трагических событиях второй половины 90-х годов, происходивших на территории бывшей Югославии. Первая премьера фильма состоялась 27 февраля 2012 года

## Сюжет
Действие фильма происходит во второй половине 1990-х в Белграде. На фоне трущоб, находящегося в упадке города развиваются истории трёх героев. Богдан – лидер группировки нацистов-скинхедов. Злость и агрессия по отношению к окружающему миру приводит его к саморазрушению. Кале – последний оставшийся в живых представитель преступного клана. Он совершил непоправимую ошибку, и теперь его не в силах спасти даже дядя – влиятельный офицер спецслужб. Третий герой фильма – талантливый художник по прозвищу «Граф», которому пришлось уйти из Академии художеств, когда его призвали в армию. Теперь он сражается с призраками войны и пытается нарисовать идеальный водоворот, который должен утянуть за собой тени его прошлого. Все три истории в итоге пересекаются.